# 本哈德·施林克
本哈德·施林克（德語：Bernhard Schlink，1944年7月6日—，台湾译法：徐林克），德国法学家，小说作家，法官，出生于德国北莱茵-威斯特法伦州比勒费尔德附近的Großdornberg。他从小在海德堡长大。

## 法律学家
施林克在海德堡大学和柏林自由大学学习法律学。同时他也在达姆施塔特、比勒费尔德和海德堡的大学做科学助手。1975年他在海德堡攻得博士学位，1981年获得教授资格。作为法学教授他曾任教于两所高校：从1982年到1991年在波恩大学，从1991年到92年在法兰克福大学。1992年起他在柏林洪堡大学从事公法和法哲学的教研工作。
施林克从1987年开始成为北莱茵威斯特法伦州宪法法院的宪法法官。

## 作家
施林克在推理小说方面颇有成就。在1989年他的作品《快刀斩乱麻》Die gordische Schleife获得了德语推理小说大奖“葛劳斯奖（Glauser-Preis）”。
而小说《朗读者》无疑是他最轰动的作品。《朗读者》先后获得了汉斯·法拉达奖Hans-Fallada-Preis (1997)，一个意大利文学奖（1997），Prix Laure Bataillon奖（翻译著作大奖）（1997）以及“世界报”文学奖（1999）。
《朗读者》被译成35种语言并且使德语书籍第一次登上了纽约时报的畅销书排行榜首位。

## 作品列表
- 1987 Selbs Justiz（与Walter Popp合著）
- 1988 Die gordische Schleife 《快刀斩乱麻》(偵探小說)
- 1992 Selbs Betrug《自欺》
- 1995 Der Vorleser《朗读者》(台灣譯：《我願意為妳朗讀》)
- 2000 Liebesfluchten《爱之逃》
- 2001 Selbs Mord《自杀》
- 2006 Die Heimkehr《歸鄉》
- 2008 Das Wochenende《週末》
- 2010 Sommerlügen(暫譯：《夏日謊言》)
- 2011 Gedanken über das Schreiben.Heidelberger Poetikvorlesungen.(暫譯：《關於寫作的思考──海德堡詩學演講》)
- 2018 Olga(暫譯：《奧爾嘉》)